# ウディ・ハレルソン
ウディ・ハレルソン（Woody Harrelson, 本名: Woodrow Tracy Harrelson, 1961年7月23日 - ）は、アメリカ合衆国テキサス州ミッドランド生まれの俳優。悪役やスキャンダラスな役を得意とする。

## 略歴
マフィアの雇われ殺し屋の父と、弁護士秘書の母の間に生まれる。父チャールズは1968年と1978年に殺人を犯し（1978年の事件は連邦判事を銃殺）、終身刑となり、服役中に死去。父はまた、ジョン・F・ケネディ暗殺の実行者の一人と名乗っていたこともある。兄と弟がおり、弟のブレット・ハレルソンも俳優である。
ハノーヴァー大学卒業後、ニューヨークへ移り、演技を学ぶ。ニール・サイモンの舞台でデビューし、テレビ・シリーズ『チアーズ』でお茶の間の人気を獲得した。1992年から本格的に映画界に活動の場を移し、1994年、オリバー・ストーン監督の話題作『ナチュラル・ボーン・キラーズ』で頭角を現す。翌々年には、ミロシュ・フォアマン監督の『ラリー・フリント』で実在のポルノ雑誌編集者を演じてアカデミー主演男優賞にノミネートされた。危険な男だけでなく間抜けな男も演じられるのが強み。
演技の実力はあるものの、数々の問題行動を起こすことでも有名。1983年、道路で踊り狂い交通渋滞を引き起こした上に警官を殴って逮捕されたのを皮切りに、1996年にマリファナを栽培して逮捕、同じ年には環境保護を訴えてゴールデンゲートブリッジに登り逮捕、2002年にはロンドンでタクシーの後部座席を破壊して逮捕されている。2009年には空港でパパラッチを殴るという事件を起こしたが、パパラッチがゾンビに見えたと釈明した。また、環境保護運動家、反戦活動家、ヨガのインストラクターと様々な顔を持っているが、とりわけ大麻合法化活動家として有名である。

## 私生活
私生活では、1985年にニール・サイモンの娘で歌手のナンシー・サイモンと結婚したが入籍翌日に離婚を申請。10ヶ月後に正式に離婚した。1987年テレビ番組の撮影現場で出会った元アシスタントのローラ・ルイと交際、デニ、ゾーイ、マカーニの3人の娘がいる。一家揃ってコスタリカで原始的な暮らしをしている。2008年12月28日、長年交際してきたローラ・ルイと結婚。ハワイのマウイで挙げた結婚式には、オーウェン・ウィルソン、ショーン・ペン、アラニス・モリセットなど内輪の友人と親族が招かれた。
これまで仕事などの公式な来日はないが、プライベートで来日したことはあるらしく、両国国技館において相撲を観戦している。
30年以上ヴィ―ガンであり、2019年、動物の権利団体PETAと協力して、テキサスで毎年開催される豚のロデオに抗議した。

## 主な出演作品

### 映画
| 年   | 題名                                                                           | 役名                                      | 備考                                                                                     | 吹替                                                                   |
| ---- | ------------------------------------------------------------------------------ | ----------------------------------------- | ---------------------------------------------------------------------------------------- | ---------------------------------------------------------------------- |
| 1985 | ワイルドキャッツ Wildcats                                                      | クルシンスキー                            |                                                                                          |                                                                        |
| 1987 | デビルアイランド Bay Coven                                                     | スレイター                                | テレビ映画                                                                               |                                                                        |
| 1988 | 恋人たちのキャンパス Cool Blue                                                 | ダスティン                                | 日本劇場未公開                                                                           |                                                                        |
| 1991 | L.A.ストーリー/恋が降る街 L.A. Story                                           | ハリスの上司                              | クレジットなし                                                                           |                                                                        |
| 1991 | ドク・ハリウッド Doc Hollywood                                                 | ハンク・ゴードン                          |                                                                                          | 屋良有作（ソフト版） 江原正士（フジテレビ版） 大塚芳忠（テレビ朝日版） |
| 1992 | ハード・プレイ White Men Can't Jump                                            | ビリー                                    | 堀秀行                                                                                   |                                                                        |
| 1993 | 幸福の条件 Indecent Proposal                                                   | デヴィッド・マーフィー                    | ゴールデンラズベリー賞最低助演男優賞 受賞                                                | 大塚明夫（ソフト版、日本テレビ版）                                     |
| 1994 | カウボーイ・ウェイ/荒野のヒーローN.Y.へ行く The Cowboy Way                     | ペッパー・ルイス                          |                                                                                          | 島田敏                                                                 |
| 1994 | ナチュラル・ボーン・キラーズ Natural Born Killers                              | ミッキー・ノックス                        | 中多和宏                                                                                 |                                                                        |
| 1995 | マネー・トレイン Money Train                                                   | チャーリー                                | 安原義人（ソフト版） 山寺宏一（フジテレビ版） 山路和弘（テレビ朝日版）                   |                                                                        |
| 1996 | 心の指紋 The Sunchaser                                                         | マイケル・レイノルズ                      | 田中秀幸                                                                                 |                                                                        |
| 1996 | キングピン/ストライクへの道 Kingpin                                            | ロイ・マンソン                            | 大塚芳忠                                                                                 |                                                                        |
| 1996 | ラリー・フリント The People vs. Larry Flynt,                                   | ラリー・フリント                          | アカデミー主演男優賞 ノミネート ゴールデングローブ賞 主演男優賞（ドラマ部門） ノミネート | 安原義人                                                               |
| 1997 | ウェルカム・トゥ・サラエボ Welcome to Sarajevo                                 | フリン                                    |                                                                                          | 大塚芳忠                                                               |
| 1997 | ウワサの真相/ワグ・ザ・ドッグ Wag the Dog                                      | ウィリアム・シューマン軍曹                | 荒川太朗                                                                                 |                                                                        |
| 1998 | レア魔性の肉体 Palmetto                                                        | ハリー・バーバー                          | 日本劇場未公開                                                                           | 安原義人（VHS版） 屋良有作（テレビ東京版）                             |
| 1998 | シン・レッド・ライン The Thin Red Line                                         | ケック軍曹                                |                                                                                          | 田中正彦                                                               |
| 1998 | ハイロー・カントリー The Hi-Lo Country                                         | ビッグ・ボーイ・マットソン                | 大塚芳忠                                                                                 |                                                                        |
| 1998 | エドtv Edtv                                                                    | レイ                                      | 大塚明夫                                                                                 |                                                                        |
| 1999 | マイ スウィート ガイズ Play It to the Bone                                     | ヴィンス                                  | 大塚芳忠                                                                                 |                                                                        |
| 1999 | オースティン・パワーズ:デラックス Austin Powers: The Spy Who Shagged Me        | 本人                                      | 諸角憲一                                                                                 |                                                                        |
| 2000 | N.Y.式ハッピー・セラピー Anger Management                                      | ギャラクシア / ゲイリー                   | 中田和宏                                                                                 |                                                                        |
| 2004 | ダイヤモンド・イン・パラダイス After the Sunset                                | スタン・ロイド                            | 安原義人（ソフト版） 江原正士（テレビ朝日版）                                            |                                                                        |
| 2005 | ビッグホワイト The Big White                                                   | レイモンド・バーネル                      | 日本劇場未公開                                                                           | 西前忠久                                                               |
| 2005 | スタンドアップ North Country                                                   | ビル・ホワイト                            |                                                                                          | 山野井仁                                                               |
| 2006 | 今宵、フィッツジェラルド劇場で A Prairie Home Companion                        | ダスティ                                  | 多田野曜平                                                                               |                                                                        |
| 2006 | スキャナー・ダークリー Scanner Darkly                                          | アーニー・ラックマン                      | 山野井仁                                                                                 |                                                                        |
| 2007 | ノーカントリー No Country for Old Men                                          | カーソン・ウェルズ                        | 乃村健次                                                                                 |                                                                        |
| 2007 | 南京 Nanking                                                                   | ボブ・ウィルソン                          |                                                                                          |                                                                        |
| 2008 | バトル・イン・シアトル Battle in Seattle                                       | デイル                                    | 日本劇場未公開                                                                           |                                                                        |
| 2008 | 暴走特急 シベリアン・エクスプレス Transsiberian                                | ロイ                                      |                                                                                          | 原田晃                                                                 |
| 2008 | 俺たちダンクシューター Semi-pro                                                | エド・モニックス                          | 小杉十郎太                                                                               |                                                                        |
| 2008 | 10日間で彼女の心をうばう方法 Management                                        | ジャンゴ                                  | 日本劇場未公開                                                                           | （吹き替え版なし）                                                     |
| 2008 | 7つの贈り物 Seven Pounds                                                       | エズラ・ターナー                          |                                                                                          | 井上倫宏                                                               |
| 2009 | メッセンジャー The Messenger                                                   | トニー・ストーン                          | インディペンデント・スピリット賞助演男優賞 受賞 アカデミー助演男優賞 ノミネート          | 乃村健次                                                               |
| 2009 | ディフェンドー 闇の仕事人 Defendor                                             | アーサー・ポピントン / ディフェンドー     | 日本劇場未公開                                                                           | （吹き替え版なし）                                                     |
| 2009 | ゾンビランド Zombieland                                                        | タラハシー                                |                                                                                          | 山路和弘                                                               |
| 2009 | 2012                                                                           | チャーリー・フロスト                      | 安原義人                                                                                 |                                                                        |
| 2010 | BUNRAKU Bunraku                                                                | バーテンダー                              | 原康義                                                                                   |                                                                        |
| 2011 | ステイ・フレンズ Friends with Benefits                                         | トミー                                    | 内田直哉                                                                                 |                                                                        |
| 2011 | ランパート 汚れた刑事 Rampart                                                  | デヴィッド・ダグラス・ブラウン            | 日本劇場未公開                                                                           | 不明                                                                   |
| 2012 | ゲーム・チェンジ 大統領選を駆け抜けた女 Game Change                            | スティーヴ・シュミット                    | テレビ映画                                                                               | 斎藤志郎                                                               |
| 2012 | ハンガー・ゲーム The Hunger Games                                              | ヘイミッチ・アバナシー                    |                                                                                          | 山寺宏一                                                               |
| 2012 | セブン・サイコパス Seven Psychopaths                                           | チャーリー・コステロ                      | 多田野曜平                                                                               |                                                                        |
| 2013 | グランド・イリュージョン Now You See Me                                        | メリット・マッキニー                      | 内田直哉                                                                                 |                                                                        |
| 2013 | ファーナス/訣別の朝 Out of the Furnace                                         | ハーラン・デグロート                      | 内田直哉                                                                                 |                                                                        |
| 2013 | ハンガー・ゲーム2 The Hunger Games: Catching Fire                              | ヘイミッチ・アバナシー                    | 山寺宏一                                                                                 |                                                                        |
| 2014 | ハンガー・ゲーム FINAL: レジスタンス The Hunger Games: Mockingjay - Part 1     | ヘイミッチ・アバナシー                    | 山寺宏一                                                                                 |                                                                        |
| 2015 | ハンガー・ゲーム FINAL: レボリューション The Hunger Games: Mockingjay - Part 2 | ヘイミッチ・アバナシー                    | 山寺宏一                                                                                 |                                                                        |
| 2016 | トリプル9 裏切りのコード Triple 9                                              | ジェフリー・アレン                        | 内田直哉                                                                                 |                                                                        |
| 2016 | グランド・イリュージョン 見破られたトリック Now You See Me 2                   | メリット・マッキニー チェイス・マッキニー | 内田直哉                                                                                 |                                                                        |
| 2016 | ある決闘 セントヘレナの掟 The Duel                                             | エイブラハム・ブラント                    | 大塚芳忠                                                                                 |                                                                        |
| 2016 | LBJ ケネディの意志を継いだ男 LBJ                                               | リンドン・ジョンソン                      | 内田直哉                                                                                 |                                                                        |
| 2016 | スウィート17モンスター The Edge of Seventeen                                   | ブルーナー                                | 咲野俊介                                                                                 |                                                                        |
| 2017 | ウディ・ハレルソン ロスト・イン・ロンドン Lost in London                       | 本人役                                    | 兼監督・製作・脚本 日本劇場未公開                                                        | （吹き替え版なし）                                                     |
| 2017 | ウィルソン Wilson                                                              | ウィルソン                                | 日本劇場未公開                                                                           | 山路和弘                                                               |
| 2017 | 猿の惑星: 聖戦記 War for the Planet of the Apes                                | ウェズリー・マカロー大佐                  |                                                                                          | 大川透                                                                 |
| 2017 | ガラスの城の約束 The Glass Castle                                              | レックス・ウォールズ                      | 多田野曜平                                                                               |                                                                        |
| 2017 | スリー・ビルボード Three Billboards Outside Ebbing, Missouri                   | ビル・ウィロビー保安官                    | アカデミー助演男優賞 ノミネート                                                          | 大滝寛                                                                 |
| 2017 | 記者たち 衝撃と畏怖の真実 Shock and Awe                                        | ジョナサン・ランデー                      |                                                                                          | 内田直哉                                                               |
| 2018 | ハン・ソロ/スター・ウォーズ・ストーリー Solo: A Star Wars Story                | トバイアス・ベケット                      | [ 10 ]                                                                                   | ふくまつ進紗                                                           |
| 2018 | ヴェノム Venom                                                                 | クレタス・キャサディ                      |                                                                                          | 内田直哉                                                               |
| 2019 | ザ・テキサス・レンジャーズ The Highwaymen                                      | メイニー・ゴルト                          | Netflixオリジナル映画                                                                    | 内田直哉                                                               |
| 2019 | ゾンビランド:ダブルタップ Zombieland: Double Tap                               | タラハシー                                |                                                                                          | 小山力也                                                               |
| 2019 | ミッドウェイ Midway                                                            | チェスター・ニミッツ大将                  | 内田直哉                                                                                 |                                                                        |
| 2021 | ケイト Kate                                                                    | ヴァリック                                | 内田直哉                                                                                 | Netflixオリジナル映画                                                  |
| 2021 | ヴェノム:レット・ゼア・ビー・カーネイジ Venom: Let There Be Carnage            | クレタス・キャサディ / カーネイジ         |                                                                                          | 内田直哉（クレタス） 片岡愛之助（カーネイジ）                          |
| 2022 | マン・フロム・トロント The Man from Toronto                                    | ウォーリー                                | 内田直哉                                                                                 |                                                                        |
| 2022 | 逆転のトライアングル Triangle of Sadness                                       | トーマス・スミス船長                      | （吹き替え版なし）                                                                       |                                                                        |
| 2023 | チャンピオンズ Champions                                                       | マーカス                                  | 兼製作総指揮 日本劇場未公開                                                              | 小山力也                                                               |
| 2024 | サンコースト Suncorst                                                          | ポール                                    | 日本劇場未公開                                                                           | （吹き替え版なし）                                                     |
| 2024 | フライ・ミー・トゥ・ザ・ムーン Fly Me to the Moon                              | モー・バーカス                            |                                                                                          | 内田直哉                                                               |
| 2025 | エレクトリック・ステイト The Electric State                                    | Mr.ピーナッツ                             | 声の出演                                                                                 | 安原義人                                                               |
| 2025 | ラスト・ブレス Last Breath                                                     | ダンカン・オールコック                    |                                                                                          |                                                                        |
| 2025 | Now You See Me: Now You Don't                                                  | メリット・マッキニー                      | ポストプロダクション                                                                     |                                                                        |
| 2025 | Ella McCay                                                                     | エディ・マッケイ                          | ポストプロダクション                                                                     |                                                                        |

### テレビ
| 放映年    | 題名                                            | 役名                        | 備考                                                       | 吹き替え           |
| --------- | ----------------------------------------------- | --------------------------- | ---------------------------------------------------------- | ------------------ |
| 1985-1993 | チアーズ Cheers                                 | ウッディ・ボイド            | 計200話出演                                                | （吹き替え版なし） |
| 1988      | ミッキーマウス60周年記念 Mickey's 60th Birthday | ウッディ・ボイド            | アーカイブ出演 NBCで放送された『ミッキーマウス』の特別番組 | 宮本充             |
| 1989-2019 | サタデー・ナイト・ライブ Saturday Night Live    | 本人（ホスト）              | 計4話出演                                                  | N/A                |
| 1994      | ザ・シンプソンズ The Simpsons                   | ウッディ・ボイド            | 声の出演 シーズン6第11話「マージの飛行恐怖症」             | 目黒光祐           |
| 1996      | スピン・シティ Spin City                        | トミー                      | シーズン1第9話「トミー・ドゥーガンをよろしく」             |                    |
| 1999      | そりゃないぜ!? フレイジャー Frasier             | ウッディ・ボイド            | シーズン6第13話「The Show Where Woody Shows Up」           |                    |
| 2001-2002 | ウィル&グレイス Will & Grace                    | ネイサン                    | 計7話出演                                                  |                    |
| 2014      | TRUE DETECTIVE/二人の刑事 True Detective        | マーティン・ハート          | 計8話出演 兼製作総指揮                                     | 谷昌樹             |
| 2019      | サタデー・ナイト・ライブ Saturday Night Live    | ジョー・バイデン            | 計3話出演                                                  | N/A                |
| 2020-     | The Freak Brothers                              | Freewheelin' Franklin Freek | 声の出演 兼製作総指揮                                      | N/A                |
| 2023      | White House Plumbers                            | E・ハワード・ハント         | 計5話出演 兼製作総指揮                                     | N/A                |
| TBA       | Brothers                                        | 本人役                      | 兼製作総指揮                                               |                    |

## 日本語吹き替え
当初は主に大塚芳忠や安原義人などが務めていたが、『ステイ・フレンズ』で内田直哉が起用されたことをきっかけに、以降は大半の作品を内田が担当しており、現在では「ウディ・ハレルソンの定番声優」とも評されるフィックスとなっている。
このほかにも、山寺宏一、多田野曜平、山路和弘なども複数回、声を当てている。

## 参照
1. 1 2  “Woody Harrelson's Father Dies in Prison”. Associated Press (ABC News). (2007年5月21日)
2. ↑  “Ｗ・ハレルソン、ロンドンで逮捕”. シネマトゥデイ. (2002年6月11日) 2012年12月28日閲覧。
3. ↑  “パパラッチに殴りかかったウディ・ハレルソン、「ゾンビだと思った」と釈明”. シネマトゥデイ. (2009年4月15日) 2012年12月28日閲覧。
4. ↑  “Woody Harrelson” (HTML).  hollywood.com (2007年). 2013年1月25日時点のオリジナルよりアーカイブ。2007年9月9日閲覧。 “whimsically married in Tijuana in 1985 intending to divorce the following day, but when the couple returned to the storefront marriage/divorce parlor, they found it closed because it was Sunday; marriage lasted 10 months; Harrelson would later tell USA TODAY's Tom Green, "We had to get a summary dissolution through Jacoby and Meyers. I think at the time Neil was a little bit worried I might try to go after her money.”
5. ↑  “Woody Harrelson” (HTML).   yahoo (2007年). 2007年9月9日閲覧。 “wife Laura Louie: born c. 1965; co-founded Yoganics, an organic food home delivery service in 1996; worked as Harrelson's assistant for over two years (1987 to c. 1990)”
6. ↑  “『ノーカントリー』のウディ・ハレルソン、結婚！交際20年の恋人と”. シネマトゥデイ. (2008年12月31日) 2012年12月28日閲覧。
7. ↑  https://www.cinematoday.jp/page/A0002312
8. ↑  “IS WOODY HARRELSON VEGAN? EVERYTHING YOU NEED TO KNOW ABOUT THIS ECO ACTIVIST”. 20220523閲覧。 エラー: 閲覧日が正しく記入されていません。（説明）
9. ↑  “Woody Harrelson Urges Texas to Ban Cruel ‘Pig Rodeo’”. 20220523閲覧。 エラー: 閲覧日が正しく記入されていません。（説明）
10. ↑  “ロン・ハワード、「スター・ウォーズ」ハン・ソロ映画の監督就任”.   ORICON NEWS (2017年6月23日). 2017年9月28日閲覧。
11. ↑  “ロブ・ライナー/LBJ ケネディの意志を継いだ男”. タワーレコードオンライン. 2023年7月10日閲覧。